# Kantatie 77
La Kantatie 77 (in svedese Stamväg 77) è una strada principale finlandese. Ha inizio a Siilinjärvi e si dirige verso ovest, dove si conclude dopo 182 km nei pressi di Kyyjärvi.

## Percorso
La Kantatie 77 attraversa i comuni di Kuopio, Pielavesi, Keitele, Viitasaari, Kannonkoski, Kivijärvi e Karstula.